# Ladislav Švanda
Ladislav Švanda (Praga, 14 febbraio 1959) è un ex fondista cecoslovacco.

## Biografia
In Coppa del Mondo ottenne il primo risultato di rilievo il 19 marzo 1982 a Štrbské Pleso (18°) e come migliori piazzamenti due settimi posti.
In carriera prese parte a un'edizione dei Giochi olimpici invernali, Calgary 1988 (19° nella 15 km, 17° nella 30 km, 15° nella 50 km, 3° nella staffetta), e a due dei Campionati mondiali, vincendo una medaglia.

## Palmarès

### Olimpiadi
- 1 medaglia:
  - 1 bronzo (staffetta[1] a Calgary 1988)

### Mondiali
- 1 medaglia:
  - 1 bronzo (staffetta[1] a Lahti 1989)

### Coppa del Mondo
- Miglior piazzamento in classifica generale: 25º nel 1985